# Otto Meissner (Filmproduzent)
Otto Meissner (* 27. Juni 1925 in Berlin; † 16. Februar 2011 ebenda) war ein deutscher Film- und Fernsehproduzent.

## Werdegang
Meissner hatte unmittelbar nach seinem Kriegsabitur 1942/1943 als Produktionsleiter bei Terra Film gearbeitet. Nach dem Krieg wurde er 1947 von der Hamburger Real-Film übernommen und begann seine Nachkriegskarriere im selben Jahr als Produktionsleiter des Films Arche Nora. Später hatte er in derselben Funktion auch eine Anstellung bei der Produktionsfirma Arion-Film. Dort entstand unter seiner Produktionsleitung (gemeinsam mit Géza von Cziffra) der Musikfilm Tanzende Sterne. Ab 1957, beginnend mit der Wolfgang-Staudte-Inszenierung Madeleine und der Legionär, wurde Meissner als Herstellungsleiter verpflichtet.
In den 1950er Jahren war er u. a. an der Produktion des Spielfilms Hunde, wollt ihr ewig leben sowie mehrerer Filme von Heinz Erhardt beteiligt, darunter Mädchen mit schwachem Gedächtnis. 1963 ging er als Hauptproduktionsleiter für den Bereich Unterhaltung zum ZDF. In seiner Amtszeit entstanden Shows wie Vergißmeinnicht mit Peter Frankenfeld und  Der goldene Schuß mit Lou van Burg.
1967 gründete Meissner seine eigene Produktionsfirma „Novafilm“, mit der er zahlreiche bekannte Fernsehserien produzierte, und die er bis 2004 leitete.
Am 16. Februar 2011 verstarb Meissner im Alter von 85 Jahren.

## Serien
- 1969–1970: Alle Hunde lieben Theobald
- 1975: Beschlossen und verkündet
- 1980–1986: Leute wie du und ich
- 1982: Unterwegs nach Atlantis
- 1983–1986: Ich heirate eine Familie
- 1986: Teufels Großmutter
- 1986–1990: Liebling Kreuzberg
- 1986–1991: Die Wicherts von nebenan
- 1988: Lorentz & Söhne
- 1989: Der Landarzt
- 1990–1991: Wie gut, daß es Maria gibt
- 1992–1995: Unser Lehrer Dr. Specht
- 1995: Mordslust
- 1995–1996: Für alle Fälle Stefanie
- 1997: Der Kapitän
- 1998–2005: Der letzte Zeuge
- 2002: Im Visier der Zielfahnder
- 2004–2005: Unter weissen Segeln

## Filmografie
- 1948: Arche Nora
- 1948: Finale
- 1949: Die letzte Nacht
- 1949: Die Freunde meiner Frau
- 1949: Hafenmelodie
- 1949: Schicksal aus zweiter Hand
- 1950: Schatten der Nacht
- 1952: Tanzende Sterne
- 1953: Blume von Hawaii
- 1953: Das singende Hotel
- 1953: Ein Tag ohne die Mutti (Kurzfilm)
- 1954: Tanz in der Sonne
- 1954: Geld aus der Luft
- 1955: Der falsche Adam
- 1955: Banditen der Autobahn
- 1956: Mädchen mit schwachem Gedächtnis
- 1956: Musikparade
- 1956: Die gestohlene Hose
- 1957: Der müde Theodor
- 1957: Witwer mit fünf Töchtern
- 1957: Die große Chance
- 1958: Madeleine und der Legionär
- 1958: Nachtschwester Ingeborg
- 1958: Vater, Mutter und neun Kinder
- 1958: Grabenplatz 17
- 1959: Hunde, wollt ihr ewig leben
- 1959: Natürlich die Autofahrer
- 1959: Drillinge an Bord
- 1960: Nacht fiel über Gotenhafen
- 1960: Der letzte Fußgänger
- 1960: Fabrik der Offiziere
- 1961: Das Wunder des Malachias
- 1962: Ihr schönster Tag
- 1963: Das Feuerschiff
- 1964: Hütet eure Töchter!
- 1968: Der Urlaub (TV)
- 1970: Eine Telefonehe (TV)
- 1971: Ludwig L (TV)
- 1973: Der Sieger von Tambo (TV)
- 1973: Ausbruch (TV)
- 1975: Damals wie heute (TV)
- 1976: Ketten (TV)
- 1977: Notwehr (TV)
- 1977: Heinrich Zille (TV)
- 1978: Schlaraffenland (TV)
- 1979: Schlaraffenland: Berlin (TV)
- 1979: Die großen Sebastians (TV)
- 1980: Einmal hunderttausend Taler (TV)
- 1981: Es bleibt in der Familie (TV)
- 1981: Variationen (TV)
- 1984: Der Trauschein (TV)
- 1985: Gauner im Paradies (TV)
- 1986: Abschiedsvorstellung (TV)
- 1986: Was zu beweisen war (TV)
- 1990: Neuner
- 1991: Bronsteins Kinder
- 1991: Das größte Fest des Jahres – Weihnachten bei unseren Fernsehfamilien (TV)
- 1992: Kleiner Mann im großen Glück (TV)
- 1993: Die Wildnis
- 1994: Wenn alle Deutschen schlafen (TV)
- 2000: Schweigen ist Gold (TV)
- 2000: Der Preis der Schönheit (TV)
- 2001: Mayday! Überfall auf hoher See (TV)
- 2003: Verliebte Diebe (TV)